# Игнатеево
Игнате́ево — упразднённая деревня, существовавшая на территории Дмитровского района Орловской области до 2004 года. Входила в состав Лубянского сельсовета.

## География
Располагалась в 16 км к востоку от Дмитровска в верховье реки Неживки. Высота над уровнем моря 242 м.

## История
В XVII—XVIII веках входила в состав Речицого стана Кромского уезда, располагаясь на его западной окраине. Население деревни было приписано к приходу православного храма Покрова Пресвятой Богородицы соседнего села Кошелево.
В XIX веке деревня принадлежала участнику Наполеоновских войн, генералу Афанасию Ивановичу Красовскому, после смерти которого в 1843 году перешла во владение его сыну — Афанасию Афанасьевичу Красовскому. По данным 10-й ревизии 1858 года надворному советнику А. А. Красовскому в Игнатеево принадлежало 100 крестьян мужского пола.
С 1861 года входила в состав Лубянской волости Дмитровского уезда. В 1866 году в бывшей владельческой деревне Игнатеево было 27 дворов, проживало 194 человека (101 мужского пола и 93 женского). В 1894 году землёй в Игнатеево владел помещик Шишкин. В то время здесь было 45 дворов, проживало 298 человек. В начале XX века деревня числилась уже в составе Соломинской волости Дмитровского уезда.
В Первой Мировой войне участвовали жители Игнатеева: Бородкин Василий Филиппович (1878), Воронин Иван Максимович, Гунькин Николай Васильевич, Гусев Алексей Алексеевич, Гусев Игнатий Артемьевич, Гусев Игнат Мартынович, Иванов Иван Кузьмич (1885), Макотин Ефим Максимович, Овсянников Александр Григорьевич (1892), Оглоблин Спиридон Матвеевич, Оглоблин Яков Фёдорович (1887), Просолов Алексей Николаевич, Соколов Наум Николаевич (1892), Тоскунов Пётр Миронович, Тоскунов Фома Данилович (1888), Трусов Семён Федотович (?—1915), Швецов Истрам Андреевич (?—1916).
С 1923 года Игнатеево снова в составе Лубянской волости. В 1926 году в деревне было 64 хозяйства крестьянского типа, проживало 339 человек (162 мужского пола и 177 женского). В то время Игнатеево входило в состав Лубянского сельсовета Лубянской волости Дмитровского уезда. С 1928 года в составе Дмитровского района. В 1937 году в деревне было 45 дворов, действовала школа. Во время Великой Отечественной войны, с октября 1941 года, находилась в зоне немецко-фашистской оккупации. Бои за освобождение деревни велись 4—7 августа 1943 года. По состоянию на 1945 год здесь действовал колхоз «Игнатеево».
К 2000 году постоянное население в Игнатеево отсутствовало. Деревня упразднена 15 октября 2004 года.

## Население
| Годы      | 1866 | 1894 | 1926 | 1981 | 2000 | 2002 |
| --------- | ---- | ---- | ---- | ---- | ---- | ---- |
| Население | 194  | 298  | 339  | 20   | 0    | 0    |